# خط لوله تبریز–آنکارا
خط لوله تبریز-آنکارا (انگلیسی: Tabriz–Ankara pipeline) خط لوله انتقال گاز طبیعی به طول ۲٬۵۷۷ کیلومتر است، که از شهر تبریز، در ایران آغاز شده و پس از گذر از شهر ارزروم، در شهر آنکارا، ترکیه پایان می‌یابد. ظرفیت انتقال گاز طبیعی این خط لوله روزانه معادل ۴۰ میلیون متر مکعب می‌باشد.
این خط لوله که بر اساس یک تفاهم دو جانبه بین ایران و ترکیه ساخته می‌ شود قرار است تا سال ۲۰۰۱ تکمیل شود.